# Berget (franska revolutionen)
Berget (franska la montagne) var under franska revolutionen namnet på den mest radikala gruppen i nationalkonventet. Namnet fick gruppen av det faktum att de i konventsalen (som var en ridskola) satt högst upp under taket. Salen var konstruerad som en amfiteater och bergets medlemmar, montagnarderna, kunde längst uppifrån blicka ner mot de mer moderata grupperna i församlingen. Till montagnarderna hörde bland andra Danton, Robespierre och Marat. Gruppen utgjorde bara omkring 100 av de sammanlagt 750 medlemmarna men kom ändå att dominera konventet efter utrensningen av gironden i juni 1793, med hjälp av centergrupper. Gruppen stödde välfärdsutskottet fram till Robespierres fall 1794.